# Unió Autonomista Ladina
Unió Autonomista Ladina (en ladí Union Autonomista Ladina, UAL) és un partit polític regional, actiu a la Província de Trento, que té l'objectiu de representar la minoria ladina a la província. Els líders del partit són Giuseppe Detomas, membre de la Cambra dels Diputats del 1996 al 2001, i Luigi Chiocchetti, conseller provincial el 2003.
A les eleccions provincials de 2003 el partit va obtenir 2.990 vots (l'1,1%) i un conseller provincial.
A les eleccions provincials de 2008 el partit va obtenir l'1,2% dels vots (el 54,0% als municipis ladins) i elegí un conseller.